# Le crime ne paie pas (film, 1962)
Pour les articles homonymes, voir Le crime ne paie pas.
Pour plus de détails, voir Fiche technique et Distribution.
Le crime ne paie pas est un film à sketches franco-italien réalisé par Gérard Oury et sorti en 1962. 
Il s'agit d'une adaptation des bandes dessinées de Paul Gordeaux parues dans France-Soir, inspirées des Chroniques italiennes de Stendhal.
Le film comporte quatre sketchs distincts intitulés respectivement Le Masque, L'Affaire Hugues, L'Affaire Fenayrou et L'Homme de l'avenue.

## Synopsis
- Le Masque :

Au XVe siècle, apprenant que son amant, le chevalier Giraldi, la trompe, la duchesse vénitienne Dona Lucrezia le fait tuer par des spadassins. Sa rivale, qui n'est autre que sa suivante, la belle Antonella, décide de se venger.
- L'Affaire Hugues :

Au XIXe siècle, le député socialiste français Clovis Hugues, est pris malgré lui dans une machination voulant l'atteindre en salissant la réputation de sa femme Jeanne Royannez.
- L'Affaire Fenayrou :

Au début du XXe siècle, une jeune femme, Gabrielle Fenayrou, fait tuer son amant par son mari puis condamner celui-ci pour vivre avec un troisième homme.
- L'Homme de l'avenue :

En sortant du cinéma, où il vient de voir les trois sketchs précédents, Pierre Marsais est tué par une voiture que pilote le colonel Roberts. Voulant avertir la veuve complètement ivre, le colonel découvre que le défunt s'apprêtait à assassiner sa femme à l'instant même de sa mort.

## Fiche technique
- Titre : Le crime ne paie pas
- Réalisation : Gérard Oury
- Scénario original : Jean-Charles Tacchella, Paul Gordeaux, Gérard Oury
- Assistant réalisateur : Serge Vallin, Georges Cassati et Georgio Steghani
- Photographie : Christian Matras
- Montage : Raymond Lamy
- Musique : Georges Delerue, editions Robert Salvet
- Décors et Costumes : Georges Wakhévitch
- Ingénieur du son : Jean Monchablon
- Caméraman et assistant technique : Alain Douarinou
- Scripte : Francine Corteggiani
- Photographe : Jean Klissak
- Assistants décorateur : René Calvilna et Savin Canelle
- Ensemblier : Robert Christides, Roger Bar
- Assistant de production : Gérard Bokanowski
- Maquilleurs : Odette Berroyer, Pierre Berroyer
- Régisseur général : Michel Bonnay assisté de Jean Claude Rameau, Jacques Bakouche
- Secrétaire de production : Fanny Froin-Barannes
- Attachée de presse : Richard Balducci
- Production : Gilbert Bokanowski Ever Haggiag
- Sociétés de production : Transworld Production, Paris Élysées Films (Paris) ; Cosmos Films (Rome)
- Directrice de production : Adeline Crouset
- Administrateur général : Harris Puisais
- Pour la partie italienne: Dialogue : Paola Ojetti - Directeur de production : Franco Palaggi - Regisseur général : Fernando Rossi - Ensemblier : Giuseppe Raniéri - Producteur associé : lino Haggiag
- Système sonore : Western Electric
- Trucages : Arcady
- Studio : Paris studio cinéma Billancourt
- Laboratoire : G.T.C de Joinville
- Format : Noir et blanc - Son monophonique - 35mm - Procédé Dyaliscope
- Distribution : Unidex
- Durée : 158 minutes
- Pays de production :  France et  Italie
- Genre : policier et Comédie dramatique
- Date de sortie : 
  - France : le 6 juillet 1962
- Visa d'exploitation : 25.142

## Distribution
- François Périer : Le récitant

- Le Masque - Adaptation et dialogue : Jean Aurenche et Pierre Bost
  - Edwige Feuillère : la duchesse Dona Lucrezia
  - Rosanna Schiaffino : Francesca Sabelli
  - Laura Efrikian : Antonella, la servante
  - Rina Morelli : Teresa, la confidente
  - Gino Cervi : l'inquisiteur, frère de la duchesse
  - Gabriele Ferzetti : Angelo Giraldi, l'amant de la duchesse
  - Serge Lifar : le Chinois

- L'Affaire Hugues - Adaptation et dialogue : Henri Jeanson, René Wheeler
  - Michèle Morgan : Jeanne Hugues
  - Marie Daems : Clémence Bonnet
  - Lucienne Bogaert : Mme Lenormand
  - Philippe Noiret : Clovis Hugues
  - Jean Servais : Ernest Vaughan
  - Claude Cerval : Morin
  - Pierre Mondy : Clerget, le détective
  - Nick Vogel : Joseph Daime
  - Franck Villard : M. Lenormand
  - Pierre Roussel : Dreyfus
  - Louis Saintève : le garçon de café
  - Hélène Dieudonné : Mme Corbiou
  - Yves Brainville : le juge
  - Jean Clarens : le président des assises
  - Claude Carliez : le juge du duel
  - Bruno Balp : un garçon de café
  - Lefèbvre-Bel : le domestique de Mme Lenormand
  - Patricia Renaud : Marianne Hugues
  - Marie Pière : Thérèse

- L'Affaire Fenayrou - Adaptation et dialogue : Pierre Boileau, Thomas Narcejac
  - Annie Girardot : Gabrielle Fenayrou
  - Pierre Brasseur : Martin Fenayrou
  - Christian Marquand : Louis Aubert
  - Paul Guers : le docteur Mathieu
  - Christian Lude : le commissaire

- L'Homme de l'avenue - Adaptation et dialogue : Frédéric Dard
  - Danielle Darrieux : Lucienne Marsais
  - Louis de Funès : le barman du « Blue Bar »
  - Perrette Pradier : Hélène
  - Annick Allières : la femme de chambre
  - Richard Todd : Roberts William, l'officier
  - Raymond Loyer : Philippe « Pierre » Marsais
  - Christian Marin : le commissaire
  - Jack Ary : un inspecteur
  - Michel Lonsdale : l'employé de la morgue
  - Henri Attal : un spectateur au cinéma
  - Dominique Zardi : un spectateur au cinéma
  - Gérard Hernandez : un témoin de l'accident
  - Georges Demas : l'agent Duplantin
  - Michael Lonsdale : l'employé de la morgue

## Autour du film
Pendant le tournage du film, le comédien Louis de Funès qui joue dans l'un des sketches déclare à Oury : « Quant à toi, tu es un auteur comique, et tu ne parviendras à t'exprimer vraiment que lorsque tu auras admis cette vérité-là. »  Marqué par ce conseil, Oury consacre le reste de sa carrière à réaliser des comédies, avec succès.